# سخس‌آباد
سخس‌آباد ، روستایی از توابع بخش شال شهرستان بوئین‌زهرا در استان قزوین ایران است.

## جمعیت
این روستا در دهستان زین‌آباد قرار دارد و براساس سرشماری مرکز آمار ایران در سال ۱۳۹۵، جمعیت آن ۱۱۰۰ نفر (۲۸۰خانوار) بوده‌است.